# Martin Nilsson (1890–1963)
Karl Henning Martin Nilsson, född 23 maj 1890 i Katarina församling, Stockholm, död där 22 september 1963, var en svensk skämttecknare, kompositör, novellförfattare och visdiktare. 

## Biografi
Efter folkskolan gick Nilsson vid 14 års ålder till sjöss och seglade i tre år på svenska segelskutor. Upplevelserna från denna hårda tid utnyttjade han senare i livet i visor och i sitt författarskap. Han hade tidigt börjat teckna – enligt honom själv sedan han upptäckte blyertspennan – och övade upp sin skicklighet under åren till sjöss. 1907 visade han upp en samling skämtteckningar han hade gjort för Hasse Zetterström, Söndags-Nisses redaktör. Denne såg hans talang och ordnade en friplats åt honom vid Althins målarskola i Stockholm och antog också några av hans teckningar för publicering samma år. Han kom under 1910-talet att medverka i den stora floran av skämttidningar som vid denna tid gavs ut i Stockholm, förutom i Söndags-Nisse också i Strix, Nya Nisse, Puck och Naggen. I den politiskt radikala Naggen var Nilsson 1917–1919 den ledande tecknaren. 
Vid denna tid började han också publicera sjömansvisor i skämtpressen. Detta uppmärksammades av Ernst Rolf, som kom att utnyttja dem i sina revyer, och som visdiktare kom Nilsson att bli mycket aktiv. Han utgav flera samlingar med visor, främst yrkes- och sjömansvisor, varav en samling i samarbete med Yngve Stoor. Nilssons mest kända visor är Luffarevisa från 1926 och Nordsjön från 1935, den senare (även kallad Gamla Nordsjön) blev en schlager tack vare en insjungning av Harry Brandelius. Fred Åkerström sjöng också flera av Nilssons visor, bland annat på skivan Sjöfolk & landkrabbor 1978. Nilsson uppträdde sällan offentligt med sina visor, men sjöng dem gärna i kretsen av nära vänner.
Från och med 1924 och till sin död skrev Nilsson humoristiska noveller som han illustrerade med egna teckningar och publicerade i arbetarpressen, främst i Social-Demokraten (efter 1944 kallad Morgon-Tidningen) och i tidningen Vi (före 1937 med namnet Konsumentbladet). Han utgav två samlingar med sina noveller, Baron och andra berättelser 1934 och På heder och samvete 1950. I den förra utnyttjade han sina erfarenheter från USA, där han bodde under tre kortare perioder på 1910- och 1920-talen.
Inom filmen gjorde han en mindre roll som sångare i Simon i Backabo 1934.
Martin Nilsson var styvson till bildhuggaren Carl Emil Finn, och från 1917 gift med pianisten Irma Elisabeth Carlsson samt far till konstnären Per Mats Nilsson.

### Fotnoter
1. 1 2  K H Martin Nilsson, Svenskt biografiskt lexikon, Svenskt Biografiskt Lexikon-ID: 8962, läs online.[källa från Wikidata]
2. ↑  Martin Nilsson i Libris
3. ↑  Martin Nilsson på Svensk Filmdatabas